# Anton Hansen Tammsaare
Anton Hansen Tammsaare (Albu község, 1878. január 30. – Tallinn, 1940. március 1.) észt író.

## Életrajza
Anton Hansen néven született szegény parasztcsaládban. Szülőföldje, az észak-észtországi Järvamaa művészetében élete végéig meghatározó szereppel bírt. Születési helyén, Tammsaare Väljamägi területén ma múzeum tekinthető meg.
1903-ban a Teataja (Tudósító) polgári lap munkatársa lett.
Apja haladó szellemének és kitartó munkájának köszönhetően 1907-ben megkezdhette egyetemi tanulmányait. Ekkor tért át a naturalista falusi témákat feldolgozó novellákról az impresszionista kisregényekre, ezzel az észt próza élvonalába emelkedett. Tüdőbetegsége miatt 1911-ben a Kaukázusba utazott, ahonnan két év múlva, 1913-ban tért haza családjához az észt erdőrengetegbe.
Kötetei jelentek meg: novellák, mesék, költői művek, drámák, regények.
1918-ban Tallinnba költözött, ahol hozzálátott legnagyobb szabású művéhez, a Tõde ja õigus-hoz. Munkásságát a polgári demokratikus értelmiség felemelkedésének szentelte. Az észt irodalom fordításokat is köszönhet neki: Tolsztoj, Goncsarov, Dosztojevszkij, G. B. Shaw munkáit fordította.

## Művészete
A kis nemzeteknél, melyeknek kultúrájuk nem gyökerezik olyan mélyen, mint az évszázados múltra visszatekintő nagy műveltségű nemzeteké, ritka az olyan kimagasló író, mint az észteknél Tammsaare, aki a nemzetközi irodalom által is elismert művész.
Műveinek természetközelsége és ösztönössége még jobban kiemeli jellemrajzait, melyeket az észt nép karakterének kiváló ismeretéről tesznek tanúbizonyságot. Társadalmi feszültségeket mutat be, ütköztetve a természetközeli embert a modern társadalom hibáival, a fiatal és az idősebb generációk konfliktusai számos művének témái. Kora az észt társadalom modernizálódásának ideje, mely válaszutak elé állította a fiatalságot. Elkötelezett híve volt az értelmiség nevelésének, segítette a pályakezdők indulását.
Az észt irodalomban a kritikai realizmus vele kezdődik és ér el a csúcsra, öröksége pedig meghatározó irányt jelölt ki az utódok számára.

## Művei
- 1908 – Pikad Sammud – Hosszú léptek, kisregény
- 1909 – Noored hinged – Fiatal lelkek, kisregény
- 1910 – Üle piiri – A határon túl, kisregény
- 1915 – novelláskötet
- 1917 – Varjundid – Árnyalatok, regény
- 1917 – Kärbes – Légy, impresszionista kisregény
- 1919 – Sõjamõtted – Háborús gondolatok, tanulmányok
- 1921 – Juudit – Judit, dráma
- 1922 – Kõrboja peremees – A kõrbojai gazda, realista regény
- 1926–1933 – Tõde ja õigus – Igazság és jog, regényciklus
- 1934 – Elu ja armastus – Élet és szerelem, regény
- 1935 – Ma armastasin sakslast – Németet szerettem, regény
- 1936 – Kuningal on külm – A király fázik, színdarab
- 1936 – Inimene ja Juunal – Ember és Isten, színdarab
- 1939 – Põrgupõhja uus vanapagan – Pokoltanya új sátánja, regény

## Magyarul
- Az erdőárki gazda. Regény; ford. Bán Aladár; Kner, Gyoma, 1933
  - (Sötét sziklák címen is)
- Pokoltanya új sátánja; ford. Lavotha Ödön, prológus-epilógusford. Erdődi József, utószó R. Minna; Kossuth, Bp., 1959
- Orcád verítékével; ford. Bereczki Gábor, versford. Árvay János; Európa, Bp., 1967
- Sötét sziklák. Regény; ford. Bereczki Gábor; Európa, Bp., 1970
  - (Az erdőárki gazda címen is)
- Pünkösdvasárnap. Elbeszélések; ford. Bereczki Gábor, Kálmán Béla, vál. Bereczki Gábor, utószó Fehérvári Győző; Európa, Bp., 1978

## Tõde ja õigus, Igazság és jog
Az ötkötetes családregény az észt társadalmat mutatja be 1870-től 1925-ig. A monumentális önéletrajzi regényt A Buddenbrook házhoz hasonlították; egyes vélemények szerint, ha nem észtül íródott volna, a 20. század nagy családregényei között szerepelt volna. E művéért Tammsaarét az irodalmi Nobel-díj jelölésére várták.
Magyarul az első kötet, az Orcád verítékével jelent meg Bereczki Gábor fordításában. A család első nemzedékének bemutatása. A parasztcsalád keserves munkája a szeretett szülőföldön. Az apa tanulni küldi fiát. Az új nemzedék harca a múltért, a hagyományokért, a haladásért. Az észtországi fiatal értelmiség útkeresése, amely csak illúziókra épül. Tammsaare e művében ötvözte a népi motívumokat, a lélektani, jellemábrázoló regény és a nagy családregények eszközeit. Munkája mai napig az észt irodalom egyik legnagyobb alkotása.

## A múzeum
- A múzeum honlapja
- Videó a múzeumról. YouTube